# Sebastián Suárez
Sebastián Suárez (Montevideo, Uruguay; 19 de febrero de 1978) es un exfutbolista uruguayo que juega como volante. Jugó profesionalmente en varios clubes de Uruguay, y en el Cobresal de Chile, que fue su único equipo en el extranjero. 

## Trayectoria

### Clubes
| Club                           | País    | Año         |
| ------------------------------ | ------- | ----------- |
| Bella Vista                    | Uruguay | 1996 – 2000 |
| Liverpool                      | Uruguay | 2001        |
| Juventud Unida de Libertad     | Uruguay | 2002        |
| Tito Borjas                    | Uruguay | 2003 - 2004 |
| Central Español                | Uruguay | 2005 – 2007 |
| Fénix                          | Uruguay | 2007 – 2008 |
| Cerro                          | Uruguay | 2008 – 2009 |
| Cobresal                       | Chile   | 2009        |
| Cerro                          | Uruguay | 2010        |
| Defensor Sporting              | Uruguay | 2010 - 2011 |
| Cerro                          | Uruguay | 2011 - 2012 |
| Juventud Unida de Libertad     | Uruguay | 2012        |
| Atenas                         | Uruguay | 2012 - 2013 |
| Tito Borjas                    | Uruguay | 2013        |
| Canadian                       | Uruguay | 2014        |
| Peñarol de Paso de las Piedras | Uruguay | 2015 - 2018 |